# 中華民國經濟部
經濟部是中華民國有關產業發展、能源發展、国际贸易等经济事務的最高主管機關，最早前身為民國元年（1912年）成立的「實業部」。所屬機關包括水利署、商業發展署、產業發展署、中小及新創企業署、國際貿易署、能源署、智慧財產局、標準檢驗局、產業園區管理局、地質調查及礦業管理中心以及經貿人員培訓所，並同時主管台電、台水、中油、台糖等國營事業機構。

## 沿革

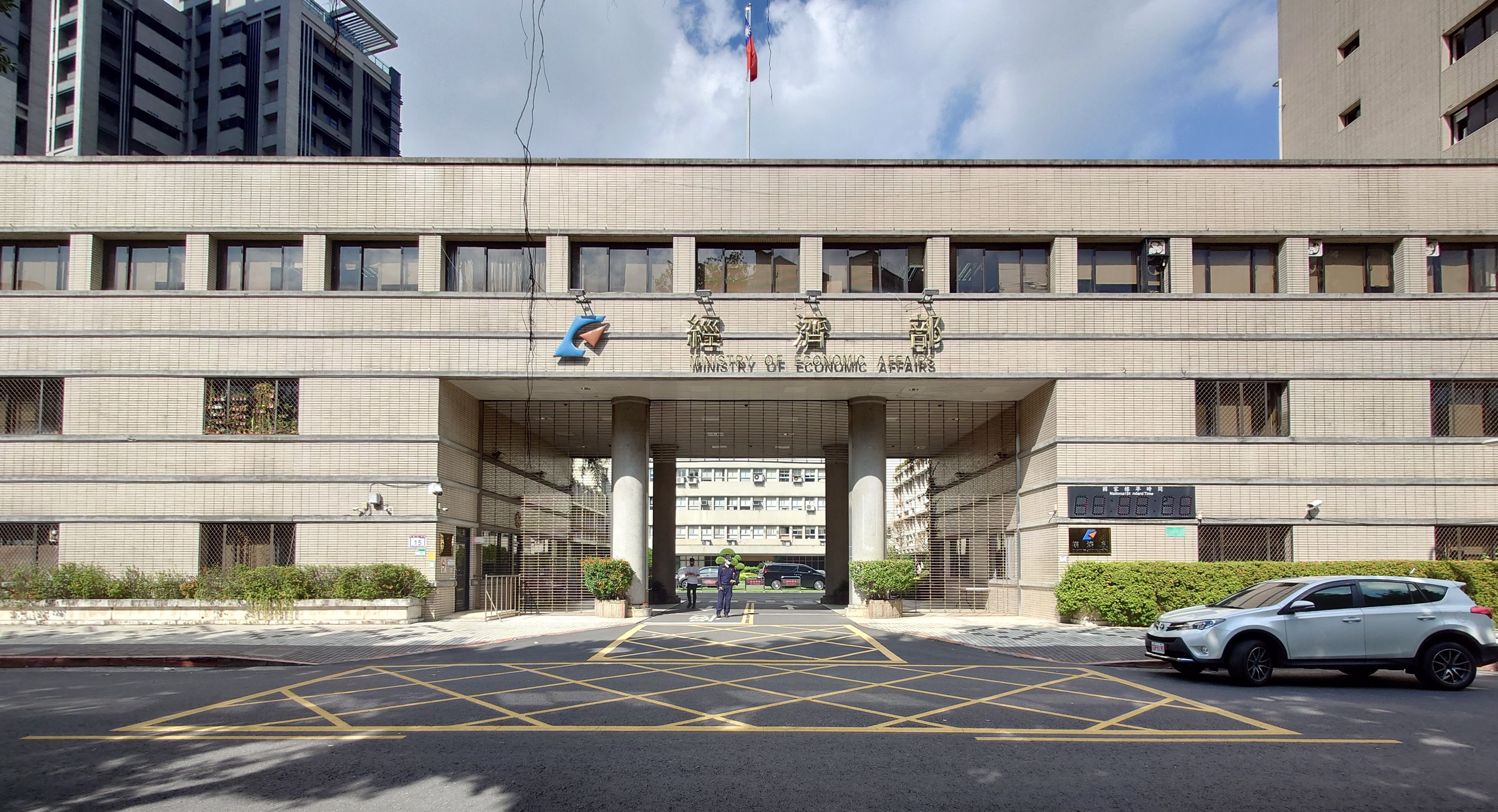
經濟部大樓正門

1912年1月3日，依《中華民國臨時政府組織大綱》籌組臨時政府內閣，內閣內的「實業部」為經濟部的前身。1912年3月12日，依《中華民國臨時約法》成立北洋政府內閣，國務院下改設「農林部」與「工商部」。1914年2月12日，改組為國務院下的「農商部」。1927年6月20日，改組為國務院下的「農工部」。1928年6月3日，北洋政府結束，國務院解散。
1928年2月7日，國民政府（1925年成立於廣州）下復設「工商部」。3月28日，工商部設立，以孔祥熙為部長。國民革命軍北伐結束後，工商部接管國務院農工部第二、三類產業業務，第一類產業業務則由農礦部接管。
1931年1月17日，國民政府為刷新政治、改善制度、提高行政效率，公佈《實業部組織法》，將農礦部與工商部合併為實業部。6月，行政院下成立全國經濟委員會，掌理國家經濟建設及發展計畫之設計、審定、監督指導等事項。12月，國民政府進行中央行政機關改組，工商、農礦兩部合併為「實業部」。實業部內設總務司、農業司、工業司、商業司、漁牧司、礦業司、勞工司，後又成立合作司，以及林墾署。1934年12月，全國經濟委員會接收內政部主管之水利事業。
1937年12月，實業部改組為「經濟部」。1938年1月，經濟部整併建設委員會、全國經濟委員會之水利部分，及軍事委員會第三部、第四部、工礦調整委員會、農產調整委員會及資源委員會等機關（單位）；成立之初的組織架構，部本部有總務司、人事室、秘書廳、參事廳、技術廳、會計室、統計室、農林司、工業司、商業司、礦業司、水利司，附屬機構有中央農業實驗所、農本局、金水流域農場、江西農村服務區管理處、西北種畜場、中央工業試驗所、技工訓練處、工礦調整處、全國度量衡局、商標局、商品檢驗局、地質調查所、礦冶研究所、採金局、導淮委員會、江漢工程局、黃河水利委員會、華北水利委員會、揚子江水利委員會、涇洛工程局、珠江水利局、金沙江工程處、川康水貸會、湖北堤工專款保管委員會、中央水工試驗所、水利設計測量隊、水利航空測量隊、氣象研究所、田壁工程處、關河疏灘工程處、資源委員會等；組織之龐大，事權之集中，可謂當時的「天下第一部」。1938年7月，隨政府遷至重慶的川鹽銀行（今重慶飯店）辦公。
1940年7月，農林司裁撤，相關農林漁牧業務改由農林部掌管。1941年9月，水利司裁撤，相關水利業務改由行政院全國水利委員會負責；抗戰時期，經濟部組織亦常有增減改隸等變動。1946年5月，資源委員會改由行政院直轄。1946年6月，行政院全國水利委員會改組為行政院水利委員會。1947年4月，行政院水利委員會改組為水利部。
1947年12月行憲之後，經濟部曾一度改回「工商部」與「全國經濟委員會」。1948年8月，全國經濟委員會裁撤。1949年4月，國軍內戰失利南退，迫使中央政府決定南遷。為簡化中樞行政起見，以統籌主管全國經濟行政及經濟建設事務，1949年5月10日總統令制定公布《經濟部組織法》，將工商部再度改回「經濟部」，設置工業司、礦業司、商業司、總務司、會計處、統計處、人事室等內部單位；農林部、水利部分別縮編為農林署、水利署，與資源委員會一同併入經濟部而成附屬機關。1949年12月，中華民國政府因大陸戰局告急，經行政院開會決議後，將中央政府連同所屬的幕僚機構一併播遷臺灣。
1963年9月1日，工礦計畫聯繫組、農業計畫聯繫組與非屬經濟部之其他單位合併為行政院國際經濟合作發展委員會。
1969年1月31日，《經濟部公報》創刊。1970年2月25日，工業司改組成立工業發展局，礦業部分業務併入礦業司。1979年11月，設置能源委員會；原商業事務中，證券管理、會計師部分改隸財政部。1981年1月，設立國際合作處、投資業務處、技術處、中小企業處；農業司改組為農業局。1984年7月20日，行政院農業發展委員會與經濟部農業局合併，成立「行政院農業委員會」；農業事務移出經濟部。
1992年5月，為率先推動企業識別系統（CIS），經濟部總務司負責推動「經濟部識別體系」，並委請中華民國對外貿易發展協會設計推廣中心負責協助經濟部識別體系之整體規劃設計，現行藍紅二色「E」字部徽由此誕生。
1996年12月，合併水利司與水資源統一規劃委員會，改設「水資源局」。1999年1月，為落實智慧財產權保護之政策，並將標準及檢驗業務一元化，將中央標準局及商品檢驗局改組為智慧財產局及標準檢驗局。1999年7月，配合精省作業，臺灣省政府建設廳、物資處、水利處、臺北水源特區管理委員會、礦務局等省屬機關歸併經濟部，經濟部設置第二辦公室（原臺灣省政府物資處）及中部辦公室。2000年底，經濟部第二辦公室裁撤。2002年3月，整併水利處、水資源局及臺北水源特區管理委員會，成立「水利署」。2004年7月，能源委員會因業務調整需要，改制成立能源局。12月31日，《經濟部公報》發行第36卷第36期並宣布停刊。
2010年2月，修正《行政院組織法》，原擬將經濟部改制為「經濟及能源部」，擬主管事項為工商產業、貿易及能源等，2012~2021年《經濟及能源部組織法草案》三度送立法院審查；但由於朝野無共識無法完成立法。
2023年4月，修正《行政院組織法》恢復「經濟部」名稱及建置，同年5月16日立法院三讀通過《經濟部組織法修正草案》與所屬機關修正草案 。6月7日，公布修正《經濟部組織法》。同年9月26日新版《經濟部組織法》施行，原所屬機關改制升格為能源署、商業發展署、產業發展署、國際貿易署、中小及新創企業署，以及整併新設地質調查及礦業管理中心，並啟用新的部徽。

## 組織架構
- 部長
  - 次長（政務次長兩名、常務次長一名，簡任十四職等）
    - 主任秘書（一名，十二職等同參事及司處長）
    - 參事（十二職等同主秘及司處長）

幕僚單位
- 國營事業管理司
- 產業技術司
- 綜合規劃司
- 投資促進司
- 投資審議司
- 經濟法制司
- 秘書處
- 人事處
- 政風處
- 會計處
- 統計處
- 資訊處

三級所屬機關（構）
- 產業發展署
- 商業發展署
- 中小及新創企業署
- 國際貿易署
- 能源署
- 水利署
- 智慧財產局
- 標準檢驗局
- 產業園區管理局
- 地質調查及礦業管理中心

四級所屬機構
- 經貿人員培訓所

駐外機構
駐外商務機構設置於亞太地區14處、北美地區9處、中南美地區13處、歐洲地區19處、非洲地區7處、中東地區3處。
事業機構
- 臺灣糖業公司
- 臺灣電力公司
- 臺灣中油公司
- 臺灣自來水公司

## 外部連結
- 官方网站
- 中華民國經濟部的Facebook專頁